# Erwan ar Moal
Erwan ar Moal (francès Yves Le Moal) fou un poeta bretó, nascut a Coadout (Costes d'Armor) el 9 de febrer de 1874, on també va morir el 14 de febrer de 1957. De família camperola, va aprendre francès als sis anys. Estudià al liceu de Guingamp i ingressà al seminari de Saint-Brieuc el 1894. El 1902 començà a treballar com a mestre, també fou en aquesta època que es va iniciar en l'escriptura en bretó i ingressà al Gorsedd bretó amb el nom de Dir na dor (l'acer que no es trenca).
De 1927 a 1939 va ser editor del setmanari catòlic Breiz juntament amb Auguste Boch, i també col·laborà a Feiz ha Breiz. Home de fe, el 1933 va denunciar des del seu periòdic el nacionalsocialisme com a ideologia dolenta, inhumana i anticristiana. El 1938 tornaria a condemnar des del diari feixisme i nazisme, comparant-los amb una plaga.
Erwan Ar Moal, Goulven Mazéas, Maurice Duhamel i altres companys desconeguts (com el mecànic Le Rouzic de " War Zao " a Guingamp i els seus companys mantinguts en l'anonimat) formaren part de la Resistència Francesa.

## Publicacions
- Ankou dimezet (el nuvi Ankou, 1900)
- An diaoul-potr (El diable fet home, 1900)
- Pipi gonto, marvailhou brezonek. Skeudennou gant E. Dudoret. Saint-Brieuc : René Prud'homme, 1902. – Pipi Gonto [2], marvailhou neve. Saint-Brieuc : Ti moullerez Sant-Gwilherm, 1908. (Contes. Rééd. en 1 vol., Quimper : Le Goaziou, 1925.)
- Mojenn an Ankou (Conte d'Anatole Le Braz traduït en breton), Kroaz ar Vretoned, 1911.
- Buez ar zent savet gant an Ao. Perrot kure Sant-Nouga (La Vie des Saints, adaptació en bretó tregorrès), Morlaix, Ar Gwaziou, 1912

Publicat a la revista Al Liamm
- Prederiañ zo deskiñ mervel, («Filosofar és aprendre a morir») traducció de Michel de Montaigne

En llibre:
- Ar penn-bazh derv (El Gourdin de roure). (édition Jean-Yves André). An Here. 1991
- Ki ar penn marv (El gos de cap de mort). (édition Tudual Huon). An Here. 1991
- Paotr e skourjez lêr (L'Hom amb fuet de cuir). (édition Alain Dipode). An Here. 1992
- Pipi gonto. Emgleo Breiz. 2001.